# Бархатница джунгарская
Бархатница джунгарская, или бархатница кадусина (лат. Hyponephele cadusina), — вид дневных бабочек из семейства бархатниц.

## Описание
Длина переднего крыла 18—20 мм.  Передние крылья самцов сверху коричневого цвета, с жёлто-коричневой перевязью на внешнем поле. Крылья самки на верхней стороне бледно-охристые с небольшим затемнением в прикорневой области.

## Ареал и местообитание
Курайский хребет на Алтае, Западный и Монгольский Алтай, Саур, Джунгарский и Заилийский Алатау, восток Казахского мелкосопочника. Населяет остепенённые щебнистые склоны.

## Биология
Развивается в одном поколении. Время лёта бабочек — с конца июня до середины августа. Бабочки кормятся нектаром различных травянистых растений. 